# Steatomys jacksoni
Steatomys jacksoni é uma espécie de roedor da família Nesomyidae.
Pode ser encontrada em Gana e Nigéria.